# لکوزوتان
لکوزوتان (انگلیسی: Lecozotan) یک داروی پژوهشی است که برای بهبود عملکردهای شناختی بیماران مبتلا به بیماری آلزایمر آزمایش شده است.

## مکانیسم عمل
لکوزوتان یک آنتاگونیست رقابتی و انتخابی گیرنده 5-HT1A است که آزادسازی استیل کولین و گلوتامات توسط پتاسیم را افزایش می‌دهد.